# Carlos Leduc
Carlos Leduc Montaño (10 de febrero de 1909-15 de agosto de 2002), fue un arquitecto mexicano, testigo y partícipe de gran parte del siglo XX en México. Su obra estuvo ligada al proyecto de nación, aportando a la construcción del México moderno edificios para la educación, salud y vivienda, postulados de la Revolución Mexicana. Trabajó con especial atención en la técnica, la sencillez y la eficiencia funcional de su arquitectura, haciendo uso eficaz de los datos aportados por sus investigaciones en temas de antropometría, climatología, construcción rural, medicina, etc. Proyectó y construyó por todo el país, entre su obra destacan el proyecto del Aula-Casa Rural (1936, este concepto de proyecto sería retomado después por el arquitecto Pedro Ramírez Vázquez), el Centro Médico y de Investigaciones contra la Oncocercosis en Huixtla, Chiapas (1939), las primarias del Estado de Colima durante la primera gran etapa de construcción de escuelas del CAPFCE (1944) y el Hospital para el Sindicato de Trabajadores de la Industria Azucarera y Similares de la República Mexicana.

## Biografía
Carlos Leduc Montaño nació el 10 de febrero de 1909 en la colonia Guerrero de la Ciudad de México. Poco después su familia se mudó a la calle de 5 de Febrero casi al llegar al Zócalo en la misma capital. Sus primeros recuerdos, poco claros: golpes en los cristales, ruidos estruendosos, gritos, lo remitían a la violencia desatada por la Decena Trágica. Siendo un jovencito se dejó persuadir por Antonieta Rivas Mercado para reunir los textos dispersos de su padre, el periodista Alberto Leduc, pues ambos acariciaron la idea de publicarlos. No lo lograron, pero la experiencia en la Hemeroteca Nacional de copiar sus artículos lo hizo enamorarse del soñador escritor que lo engendró, a quien no alcanzó a conocer, y quien entregaba sus trabajos de reportero a El Imparcial y sus cuentos a La Revista Moderna.
Carlos Leduc ingresó en el turbulento año de 1929 a la Academia de San Carlos para estudiar arquitectura. Ahí, apoyó a Diego Rivera en su efímero paso por la dirección de esa escuela, caso raro, pues hoy se sabe que el gremio de los arquitectos le dio la espalda; participó en las huelgas para obtener la autonomía universitaria y se involucró en el proyecto democrático del Ulises Criollo, dos experiencias que, al asistir a mítines y repartir panfletos, le recordaban cómo asimiló su ciudad de modo feliz y democrático. Después con el grupo de excursiones, Los Peteretes, del que formaría parte haría lo propio para apoderarse del país completo. En 1932 se hallaba en Monte Albán, Oaxaca, como integrante del equipo que exploraba dicha zona arqueológica, bajo la dirección de Alfonso Caso. Como una de sus características era ser delgado, sus compañeros (entre ellos, el por entonces estudiante de leyes y futuro arqueólogo Ignacio Bernal García Pimentel) lo colgaron de una cuerda para que con una vela alumbrara una tumba, la que después sería denominada como Tumba 7, donde sujetado por las piernas gritó que veía todo brillar. Ese mismo año empezó a trabajar con Juan O’Gorman en la recién creada Oficina de Construcciones de la Secretaría de Educación Pública (SEP). Ahí participó en el grupo que durante 1932 y 1933, disponiendo de un millón de pesos (misma cifra con que en 1923 se había construido una sola escuela), el secretario del ramo por entonces, Narciso Bassols, dotó a aquella oficina, cantidad con la que este equipo en cambio logró proyectar y construir 24 y reparar 31 más.
Fue uno de los miembros fundadores de la Liga de Escritores y Artistas Revolucionarios (LEAR) en 1934 y, simultáneamente, se afilió al Partido Comunista Mexicano (PCM). Se recibió de arquitecto con un proyecto construido: la Escuela Primaria de Manzanillo, Colima (1935-1937). En 1937 formó parte de la delegación mexicana que viajó al Congreso Internacional de Intelectuales Antifascistas en Valencia, dentro del territorio que conservaba la España republicana. No llegó a cruzar el Atlántico. Hizo el trayecto de Ciudad de México a Nueva York en auto con, entre otros, Silvestre Revueltas, Octavio Paz, Elena Garro, José Mancisidor, Fernando Gamboa, Susana Steel, José Chávez Morado y Juan de la Cabada, pero como una de sus virtudes era hablar inglés, el PCM acordó que permaneciera en Nueva York desarrollando diversas actividades de enlace. Entre sus responsabilidades estaba el acudir las madrugadas o noches a los muelles para revisar que las cajas de municiones y armamento, que enviaban los sindicatos norteamericanos al frente en España, coincidieran en calibres. Pero ahí, por aquel entonces, también aprovechó su tiempo en otro sentido, conoció a Frank Lloyd Wright y publicó en el Architectural Record su proyecto de Carpa popular desmontable (1937), destinada a la LEAR para hacer teatro callejero.
De regreso en México, en 1938, ya casado con otra militante comunista, Sonia Rosenzweig, fue uno de los jóvenes que apoyaron la invitación para que Hannes Meyer, el legendario segundo director comunista de la Bauhaus, se estableciera en México. Él devino en su amigo e incluso fue el padrino de su único hijo, el después cineasta Paul Leduc.
Carlos Leduc fue el tipo de profesional que en el México posrevolucionario, desde diversas oficinas gubernamentales, colaboró para hacer extensivos los postulados de la Constitución de 1917 en materia de vivienda, salud y educación. Lo lograron con una serie de soluciones técnicas y con una intención civilizatoria. Así, de entre su obra, destacan: el proyecto de Escuela Primaria en Tuxpan, Veracruz (1936), pues es el prototipo del Aula-Casa Rural, 24 años anterior al de Pedro Ramírez Vázquez; sus cuidadosas gráficas climatológicas (1938), útiles instrumentos de proyecto que le dieron a sus obras una perfecta funcionalidad y adaptación al sitio; el Centro de Investigaciones en Onchocercosis y otras Parasitosis en Huixtla, Chiapas (1939-1941), notable por su esquema villagraniano que hace funcionar y expresa con claridad la consulta externa y la hospitalización conectándolas con rampas; las escuelas de Quesería, Cuyutlán, Tecomán y Manzanillo, que como Jefe de Zona en Colima proyectó y construyó entre 1944 y 1946 para el Comité Administrador del Programa de Construcciones Escolares (CAPFCE) y cuyos parasoles y rompevientos, diseñados para permitir el soleamiento y ventilación, no dejan pasar una gota de agua durante los frecuentes ciclones de la zona; las primeras mediciones antropométricas de niños mexicanos (1944) para diseñar mobiliario escolar; el proyecto de parroquia para Cuyutlán (1945) conceptualizado como teatro; el asentamiento para el ejido algodonero El Carrizo, hoy Presidente Miguel Alemán (1950), enorme desarrollo constructivo, que contaba con bodegas, hospital y dormitorios; el Hospital del Sindicato Nacional de Azucareros (1950), con Roberto y Jorge Medellín, que con tabique aparente transformó la solución de la planta en H en otra en U, por lo constreñido del terreno y, finalmente, la larga serie de escuelas que para la Oficina de Bienes Nacionales proyectó y construyó al final de la década de los cuarenta e inicios de los cincuenta.
Después de todo el trabajo enumerado, para él siguieron treinta y cuatro años de tedio burocrático en oficinas de licencias de construcción en un par de alcaldías políticas de la capital, hasta que dos académicos de la Facultad de Arquitectura (FA) de la Universidad Nacional Autónoma de México (UNAM), Carlos González Lobo y Xavier Guzmán Urbiola, redescubrieron su obra en 1984. Leduc en 1988 entregó gran parte de su archivo a la Universidad Autónoma Metropolitana, unidad Azcapotzalco. En 1989 celebró sus 80 años, pero esa vez como un arquitecto de nuevo reconocido.
Radical toda su vida, consecuente con sus ideas, un poco ácido en su trato y comentarios, pero muy vital, ya mayor, a raíz del sismo de septiembre de 1985, empezó a trabajar incansablemente en su Alma Mater, su querida FA, UNAM. Esa labor la continuó hasta su muerte, el 15 de agosto de 2002, pues el trato con los jóvenes siempre lo revitalizó. Ahí ayudó a formar por lo menos a 17 generaciones de arquitectos. Daba charlas, hacía viajes con los estudiantes, visitaba ruinas, museos, conventos coloniales, observaba los árboles, los paisajes, los pájaros, volvía a ser joven al platicar sus experiencias.
María Eugenia Hurtado y Carlos González Lobo realizaron una exposición homenaje a su trayectoria en la misma FA, UNAM en 1994. Se le hizo merecedor del Gran Premio de la Academia Nacional de Arquitectura en reconocimiento a su trayectoria de vida y trabajo en 1996. También por entonces se sorprendía de la nueva violencia banalizada que poco a poco se apoderaba de la vida cotidiana, como aquella que recordaba poco después de nacer en 1913, tan similar pero distinta. Hoy ese taller de la FA, UNAM, donde trabajó con tanto cariño lleva su nombre, Carlos Leduc, honor que pudo constatar él en vida, pues se le otorgó en una asamblea del antiguo taller once el año de 1992.

## Obras representativas
- Escuela Primaria en Manzanillo, Colima, 1935.
- Escuela Federal de Tuxpan, 1936.
- Jardín de Niños (anteproyecto) diseñado con Domingo García Ramos, 1936.
- Carpa Popular para la LEAR, 1937.
- Centro Médico y de Investigaciones contra la Oncocerchosis, 1939.
- Escuela Tipo de Colima, 1945.
- Mobiliario Escolar para el CAPFCE, 1945.
- Hospital para el Sindicato de Trabajadores de la Industria Azucarera y Similares de la República Mexicana, 1946.
- Escuela Primaria Carlos A. Carrillo, Nuevo Laredo, Tamaulipas, 1947.
- Ejido Presidente Miguel Alemán, 1949.
- Escuela Primaria Maniobras Marítimas, Progreso, Yucatán, 1951.
- Escuela Rural de Huizachez, 1953.